# 광평초등학교
광평초등학교는 대한민국 경상북도 구미시에 있는 초등학교다.

## 학교 연혁
- 1939년 11월 20일 원평공립국민학교 부설 간이학교 설립인가
- 1942년 9월 20일 광평공립국민학교로 개명
- 1949년 12월 15일 구미동부국민학교로 개명
- 1973년 3월 8일 상모국민학교 분리(본교학생 369명)
- 1979년 3월 1일 광평국민학교로 개명(39학급)
- 1981년 3월 1일 병설유치원 개원
- 1996년 3월 1일 광평초등학교로 개명
- 1997년 10월 6일 학교급식 실시
- 2013년 9월 1일 제31회 안재현 교장 부임
- 2016년 3월 3일 8학급 편성(특수 3학급 포함). 병설유치원 2학급
- 2019년 9월 1일 제37대 김재영 교장 부임
- 2019년 12월 31일 제71회 졸업식(총 졸업생 수 10,122명)
- 2020년 3월 1일 12학급 편성(특수 1학급 포함), 병설유치원 1학급

## 참고 자료
- 광평초등학교 - 한국교육학술정보원 학교알리미